# Cioroiaşi
Cioroiaşi es una comuna ubicada en el distrito de Dolj, Rumania.

## Superficie
Posee una superficie de 45,32 kilómetros cuadrados.

## Demografía
Hasta 2021 la población era de 1463 habitantes, con una densidad de población de 32,28 habitantes por kilómetro cuadrado.